# Zombilation
Zombilation – The Greatest Cuts – drugi album kompilacyjny fińskiego zespołu hardrockowego Lordi wydany w roku 2009.
Płyta została wydana tylko w Niemczech, Austrii, Szwajcarii, Włoszech i Hiszpanii, w dwóch wersjach: podstawowej i limitowanej. Limitowana edycja wzbogacona jest o dodatkową płytę CD i DVD. Na dodatkowym CD znajduje się 11 utworów nagranych podczas koncertu Lordi w Sztokholmie w 2006 roku (szerszy zapis koncertu wydano na DVD Bringing Back The Balls To Stockholm 06) oraz 5 utworów, które pierwotnie zostały wydane jako b-side'y na singlach do 2006 roku. Zawartość DVD nie różni się od zawartości płyty Market Square Massacre. Okładkę oraz układ utworów na albumie zaprojektował lider zespołu - Mr. Lordi.

## Lista utworów

### CD 1
1. "Hard Rock Hallelujah" (Eurovicious radio edit) – 4:07 (z albumu The Arockalypse)
2. "Bite It Like a Bulldog" – 3:29 (z albumu Deadache)
3. "Who's Your Daddy?" (decapitated radio edit) – 3:38 (z albumu The Arockalypse)
4. "Devil Is a Loser – 3:29 (z albumu Get Heavy)
5. "Blood Red Sandman" – 4:03 (z albumu The Monsterican Dream)
6. "Get Heavy" – 3:00 (z albumu Get Heavy)
7. "They Only Come Out at Night" – 3:39 (z albumu The Arockalypse)
8. "My Heaven Is Your Hell" – 3:41 (z albumu The Monsterican Dream)
9. "Beast Loose in Paradise" – 3:35 (z filmu Dark Floors)
10. "Deadache" – 3:28 (z albumu Deadache)
11. "Would You Love a Monsterman?" (2006 version) – 3:04 (z albumu Get Heavy)
12. "Bringing Back The Balls To Rock" – 3:46 (z albumu The Arockalypse)
13. "Forsaken Fashion Dolls" – 3:43 (z albumu The Monsterican Dream)
14. "Supermonstars (The Anthem Of The Phantoms)" – 4:04 (z albumu The Arockalypse)
15. "The Children Of The Night" – 3:44 (z albumu The Monsterican Dream)
16. "Rock The Hell Outta You" – 3:06 (z albumu Get Heavy)
17. "Pet The Destroyer" – 3:50 (z albumu The Monsterican Dream)
18. "Monster Monster" – 3:23 (z albumu Get Heavy)
19. "It Snows in Hell" – 3:37 (z albumu The Arockalypse)

### CD 2 (edycja limitowana)
1. "Bringing Back The Balls To Rock" (na żywo)
2. "Get Heavy" (na żywo)
3. "Who's Your Daddy?" (na żywo)
4. "Not The Nicest Guy" (na żywo)
5. "Pet The Destroyer" (na żywo)
6. "Rock The Hell Outta You" (na żywo)
7. "Blood Red Sandman" (na żywo)
8. "The Kids Who Wanna Play With The Dead" (na żywo)
9. "They Only Come Out At Night" (na żywo)
10. "Would You Love A Monsterman?" (na żywo)
11. "Hard Rock Hallelujah" (na żywo)
12. "Mr. Killjoy" – 3:24 (z singla Hard Rock Hallelujah)
13. "EviLove" – 3:59 (z singla Who's Your Daddy?)
14. "Don't Let My Mother Know" – 3:32 (z singla Devil Is A Loser)
15. "Pyromite" – 4:49 (z singla Blood Red Sandman)
16. "To Hell With Pop" – 4:24 (z singla Blood Red Sandman)

### DVD (edycja limitowana)
1. Na żywo w Helsinkach:
  1. "Bringing Back The Balls To Rock"
  2. "Devil Is A Loser"
  3. "Blood Red Sandman"
  4. "It Snows In Hell"
  5. "Would You Love A Monsterman?"
  6. "Hard Rock Hallelujah"
2. Konkurs Piosenki Eurowizji 2006:
  1. Fińskie preselekcje - półfinał
    1. "Hard Rock Hallelujah"
    2. "Bringing Back The Balls To Rock"

  2. Fińskie preselekcje - finał
    1. "Hard Rock Hallelujah"

  3. "Hello Athens"
3. Teledyski:
  1. "Would You Love A Monsterman? (2006)"
  2. "Who's Your Daddy?"
  3. "Hard Rock Hallelujah"
  4. "Blood Red Sandman"
  5. "Devil Is A Loser"
4. The Kin:
  1. "The Kin"
  2. "The Kin" - making of
  3. Storyboard
  4. Galeria

## Twórcy
- Mr. Lordi – śpiew
- Amen – gitara elektryczna
- OX – gitara basowa (w utworach z albumu Deadache)
- Kalma – gitara basowa (w utworach z albumów The Monsterican Dream i The Arockalypse)
- Magnum – gitara basowa (w utworach z albumu Get Heavy)
- Kita – instrumenty perkusyjne, chórki
- Awa – instrumenty klawiszowe (w utworach z albumów The Arockalypse i Deadache)
- Enary – instrumenty klawiszowe (w utworach z albumów Get Heavy i The Monsterican Dream)
- Udo Dirkschneider – śpiew (They Only Come Out At Night)
- Bruce Kulick – gitara elektryczna (It Snows In Hell)